# Marco Orazio Barbato
Marco Orazio Barbato, in latino Marcus Horatius Barbatus (fl. V secolo a.C.), è stato un politico romano del V secolo a.C.

## Biografia
Marco Orazio apparteneva al ramo Barbato della nobile gens Horatia, un'antica gens patrizia dell'antica Roma.
Marco Orazio, assieme a Lucio Valerio Potito, fu uno dei più fermi oppositori al secondo collegio dei decemviri, quando fu manifesto che questi ultimi non volessero rinunciare alla gestione del potere.
Dopo l'uccisione a tradimento da sicari armati dai decemviri di Lucio Siccio Dentato, inviato a combattere contro i Sabini, e dopo la morte di Verginia, uccisa da suo padre per sottrarla ai desideri sessuali di Appio Claudio Sabino, membro estremamente influente del decemvirato, scoppiarono dei tumulti che portarono l'esercito, accampato fuori Roma, a marciare sulla città e a prendere possesso dell'Aventino. Orazio e Valerio, posti a capo della rivolta popolare, vennero inviati dal senato sul Mons Sacer, dove la plebe si era ritirata, con l'obiettivo di concordare le condizioni per la cessazione della rivolta.
Vennero ripristinati il diritto d'appello e il potere dei tribuni della plebe, e si stabilì l'abolizione del decemvirato. Nello stesso anno, il 449 a.C., Marco Orazio e Lucio Valerio vennero eletti consoli e rafforzarono i diritti della plebe promulgando le Leges Valeriae Horatiae che, tra gli altri diritti, stabilivano l'inviolabilità dei tribuni della plebe e le modalità delle loro elezioni e riconoscevano valore giuridico ai plebisciti. Appio Claudio e Spurio Oppio Cornicene si suicidarono in carcere, mentre gli altri ex-decemviri vennero condannati all'esilio.
Nel frattempo, gli Equi, i Volsci e i Sabini prendono nuovamente le armi contro Roma: prima di partire per la guerra, i due consoli fanno incidere nel bronzo le leggi delle XII tavole. Marco Orazio si occupa dei Sabini mentre il suo collega marcia contro Volsci ed Equi e schiaccia i suoi avversari, nonostante un esercito demoralizzato e sconfitto sotto i decemviri. Da parte sua Marco Orazio, dopo una prima fase piuttosto incerta, riuscì finalmente a sopraffare l'esercito sabino.
Roma poté così vantare due vittorie dei suoi eserciti consolari. Ma il Senato romano, non perdonando ai due eroi né le misure da essi adottate, né il ricorso al popolo per risolvere la crisi, si rifiutò di concedere loro il trionfo. Tuttavia, per la prima volta nella storia di Roma, i comizi tributi, ignorando la volontà del Senato, decretarono il trionfo per i due consoli.
Livio conclude dicendo: 
(Livio, Ab urbe condita, Libro III, 64, 3)
Marco Orazio ricompare un'ultima volta nel 444 a.C., unico tra gli ex-consoli, assieme a Lucio Valerio, a non partecipare ad incontri seguiti alla crisi per candidare anche i plebei alle elezioni consolari. Dopo che numerosi senatori proposero ed approvarono una sanguinosa repressione, prevalse il parere di Tito Quinzio Capitolino Barbato e di Cincinnato e venne creata una nuova magistratura: i Tribuni militum consulari potestate.